# Лоссиус, Иоханнес
Иоханнес Лоссиус (нем. Johannes Lossius; 1842—1882) — эстонский библиотекарь

.

## Биография
Родился 7 (19) января 1842 года в семье пастора Эдуарда Фридриха Лоссиуса (1811—1870).
В 1861—1868 годах изучал в Дерптском университете, сначала медицину, но вдохновленный лекциями Ширрена поменял свою специализацию на историю. Затем преподавал в Домской школе. С 1871 года работал в библиотеке Дерптского университета; сначала помощником библиотекаря, затем — библиотекарем.
Известен, главным образом, тем, что подготовил издание (1875) последней части «Истории Лифляндии» Христиана Кельха, охватывавшей 1690—1707 гг. и остававшейся после смерти Кельха в рукописи. Лоссиус также опубликовал книгу «Документы графов Де-Лагарди в Дерптской университетской библиотеке» (нем. Die Urkunden der Grafen de Lagardie in der Universitätsbibliothek zu Dorpat; 1882). Также он исследовал обширный частный архив Икскюль в замке Фикель, написав в 3-х частях «Drei Bilder aus dem livländischen Adelsleben des 16. Jahrhunderts» (Leipzig, 1875—1878); третья часть о фельдмаршале Отто Икскюль  (нем.) осталась незавершенной.
Умер в Дерпте 14 (26) февраля 1882 года.